# Петля (топология)

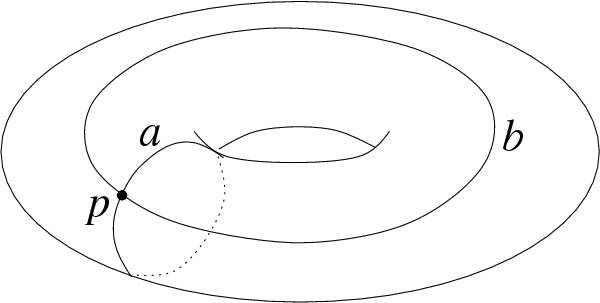
Две петли a и b на торе.

Петля в топологическом пространстве X —
это непрерывное отображение f единичного отрезка I = [0,1] в X, такое что f(0) = f(1). Другими словами, это путь, начальная точка которого совпадает с конечной.
Петлю можно также рассматривать как непрерывное отображение f единичной окружности S1 в X, поскольку S1 можно считать факторпространством I при отождествлении 0 с 1.
Пусть X — топологическое пространство, x0 ∈X. Непрерывное отображение l: S1 → X, такое что l(1) = x0, называется круговой петлёй в x0. Каждой круговой петле в точке x0 можно сопоставить петлю пространства X в той же точке, взяв композицию l с отображением I →S1, заданным формулой t →e2πit. Всякая петля может быть получена из круговой петли таким образом.
Круговые петли называются гомотопными (или эквивалентными), если они {1}-гомотопны (то есть если гомотопия между ними является связанной в точке 1 ∈S1). Соответствующие классы эквивалентности называются гомотопическими классами петель.
Непустое топологическое пространство называется односвязным, если оно линейно связно и всякая петля в нём гомотопна постоянной петле.
Множество гомотопических классов петель в точке образует группу с операцией композиции путей. Эта группа называется фундаментальной группой пространства X в отмеченной точке x0.
Множество всех петель в X образует пространство, называемое пространством петель пространства X.